# Икарбус ИК-201
Икарбус ИК-201 — городской сочленённый автобус, предназначен для перевозки пассажиров в условиях городского движения. Выпускался на заводе Икарбус в горде Земун, Республика Сербия. Производство этой модели длилось с 1993 года до 2006 года.

## История создания
Разработка нового поколения автобусов на Икарбусе была развёрнута в начале 1990-х годов. Первый прототип был презентован в 1993 году под обозначением ИК-201 Л9. Буква Л в названии модели означает «люкс», из-за состава его оборудования. В течение 1996 года началось серийное производство нового автобуса, на конвейерах он сменил старую модель ИК-161. ИК-201 производился в большем количестве и со временем эта модель претерпела несколько визуальных изменений и модернизаций дизайна. Дальнейшим развитием ИК-201 стала модель ИК-206, которая заменила в производстве ИК-201 в 2006 году. Автобус эксплуатируется в составе общественного транспорта Белграда, Нови-Сада, Новосибирска и других городов.